# Oleh Maschkin
Oleh Walerijowytsch Maschkin (ukrainisch Олег Валерійович Машкін, englische Transkription: Oleh Valentynovych Mashkin; * 30. Mai 1979 in Mykolajiw, Ukrainische SSR) ist ein ehemaliger ukrainischer Amateurboxer.

## Ergebnisse internationaler Meisterschaften
- 4. Kadetten-Europameisterschaften 1995 in Elazığ, Türkei
- Ergebnis: 1. Platz im Bantamgewicht

- Halbfinale; Sieg (11:0) gegen Sainalabid Gadschiew
- Finale; Sieg (4:1) gegen Yavuz Akagündüz

- 9. Junioren-Weltmeisterschaften 1996 in Havanna, Kuba
- Ergebnis: 2. Platz im Federgewicht

- Achtelfinale; Sieg (Abbruch) gegen Edwin Alagarin
- Viertelfinale; Sieg (13:9) gegen Talgat Kitarow
- Halbfinale; Sieg (Abbruch) gegen Yoel Flores
- Finale; Niederlage (3:9) gegen Exer Rodriguez

- 15. Junioren-Europameisterschaften 1997 in Birmingham, England
- Ergebnis: 5. Platz im Leichtgewicht

- Vorrunde; Sieg (Abbruch) gegen Gjokica Nedelkovski
- Achtelfinale; Sieg (10:0) gegen József Mészáros
- Viertelfinale; Niederlage (7:13) gegen Denis Baranow

- 10. Weltmeisterschaften 1999 in Houston, USA
- Ergebnis: 9. Platz im Weltergewicht

- Vorrunde; Sieg (7:5) gegen Hussein Bayram
- Achtelfinale; Niederlage (4:11) gegen Timur Gaidalow

- 11. Weltmeisterschaften 2001 in Belfast, Nordirland
- Ergebnis: 5. Platz im Mittelgewicht

- Vorrunde; Sieg (27:10) gegen Baurschan Kairmenow
- Achtelfinale; Sieg (24:16) gegen István Szűcs
- Viertelfinale; Niederlage (23:37) gegen Oʻtkirbek Haydarov

- 34. Europameisterschaften 2002 in Perm, Russland
- Ergebnis: 1. Platz im Mittelgewicht

- Achtelfinale; Sieg (Abbruch) gegen Wugar Alakparow
- Viertelfinale; Sieg (Abbruch) gegen David Manukian
- Halbfinale; Sieg (29:14) gegen Jani Rauhala
- Finale; Sieg (31:17) gegen Károly Balzsay

- 12. Weltmeisterschaften 2003 in Bangkok, Thailand
- Ergebnis: 2. Platz im Mittelgewicht

- Vorrunde; Sieg (37:30) gegen Serdar Üstüner
- Achtelfinale; Sieg (37:14) gegen Dimitri Sartison
- Viertelfinale; Sieg (22:20) gegen Ramadan Yasser
- Halbfinale; Sieg (21:18) gegen Nikola Sjekloća
- Finale; Niederlage (Abbruch) gegen Gennadi Golowkin

- 35. Europameisterschaften 2004 in Pula, Kroatien
- Ergebnis: 9. Platz im Mittelgewicht

- Vorrunde; Niederlage (13:34) gegen Gaidarbek Gaidarbekow

- 28. Olympische Sommerspiele 2004 in Athen, Griechenland
- Ergebnis: 5. Platz im Mittelgewicht

- Vorrunde; Sieg (25:22) gegen Khotso Motau
- Achtelfinale; Sieg (34:22) gegen Lukas Wilaschek
- Viertelfinale; Niederlage (22:28) gegen Suriya Prasathinphimai